# دیر مار جبرئیل
دیر مار جبرئیل قدیمی‌ترین صومعه ارتدکس سریانی در جهان است. این دیر در فلات طور عبدین در نزدیکی میدیات در استان ماردین در جنوب شرقی ترکیه واقع شده‌است. میان مسئولان این دیر و دولت ترکیه مناقشه‌ای رخ داده که موجودیت این صومعه را تهدید می‌کند.
دیر مار جبرئیل در سال ۳۸۷ میلادی توسط مار شموئیل و شاگردش مار شمعون بر روی ویرانه‌های یک نیایشگاه باستانی زردشتی بنا شد.